# Bruchia hampeana
Bruchia hampeana är en bladmossart som beskrevs av C. Müller 1848. Bruchia hampeana ingår i släktet Bruchia och familjen Bruchiaceae. Inga underarter finns listade i Catalogue of Life.